# Юридическая газета
«Юриди́ческая газе́та» — газета, выходившая в Москве в 1866—1867 годах.

## История
Газета издавалась Московским юридическим обществом и выходила в Москве в 1866—1867 годах 2 раза в месяц.
Редактировал газету В. Н. Лешков.
В газете печатались правительственные распоряжения, извлечения из протоколов заседаний Московского юридического общества, отчёты о наиболее интересных отечественных и зарубежных процессах, решения Московской судебной палаты и уголовного департамента кассационного суда, определения Московского окружного суда, статьи по вопросам гражданского и уголовного права, а также библиография юридической литературы.
Газета выступала за полную гласность судопроизводства.
В 1867 году газета была преобразована в журнал «Юридический вестник».